# 唐哲明
唐哲明（1908年—1978年），中国人民解放军将领、中国人民解放军开国少将。
曾任工程兵科技部部长。1955年，授予中国人民解放军少将。